# Vancouver Island Exploring Expedition
Die Vancouver Island Exploring Expedition erforschte im Jahr 1864 die Gebiete der Kolonie von Vancouver Island, die außerhalb der Hauptstadt Victoria und der Siedlungen von Nanaimo und Cowichan Valley lagen und zu jener Zeit noch unbekannt waren. Die Expedition während des Sommers und Herbstes des Jahres ging so weit wie möglich nach Norden bis zum Comox Valley und dauerte viereinhalb Monate. An einer Stelle wurde Gold gefunden, was zu einem kleinen Goldrausch führte. Es wurde zudem Kohle im Comox Valley entdeckt. Es gibt eine historische Aufzeichnung über einen Kontakt mit den Ureinwohnern, weiterhin wurden viele geografische Objekte benannt und eine Reihe von Skizzen aus der Zeit angefertigt.

## Mission und Teilnehmer
Die Notwendigkeit zur Erforschung der unbesiedelten Gebiete von Vancouver Island war in den frühen 1860er-Jahren in der Kolonialpresse zum Thema geworden, aber sie erfolgte erst, als der neue Gouverneur, Arthur Edward Kennedy im März 1864 seinen Dienst antrat und das Projekt finanziell unterstützte. Im April 1864 kündigte er an, dass die Regierung weitere zwei Dollar für jeden Dollar beitragen würde, der durch die Öffentlichkeit aufgebracht wird.
Ab seiner Ankunft in Victoria im Mai 1863, hatte Robert Brown in der Kolonie als Saatgutsammler für die British Columbia Botanical Society of Edinburgh gearbeitet, erzielte jedoch nur ein geringes Einkommen. Er erforscht den Alberni Inlet einschließlich des Sproat Lakes (den er benannte) und des Great Central Lakes. Er benannte zudem einige der umliegenden geographischen Objekte nach seinen Sponsoren. Zwischen dem 28. Mai und dem 8. Juli 1863 erforschte er den Barkley Sound bis nach Kyuquot und Nootka Island. Nach seiner Rückkehr nach Victoria, segelte er über die Juan-de-Fuca-Straße nach Port Townsend, Port Angeles und Whidbey Island und ging so weit wie möglich nach Seattle. Im September 1863 reiste er nach Lillooet und New Westminster, es folgte die Rückfahrt nach Port Alberni, wo er die Länge des Great Central Lakes.ermittelte:4–6 Zwar waren seine Sponsoren von seiner Saatgutsammlung zunächst enttäuscht, jedoch wurde er aufgrund seines Rufes und seiner Erfahrung am 1. Juni 1864 zum Kommandeur der Vancouver Island Exploring Expedition ernannt. Browns sah das Ziel der Mission, über die Topographie, den Boden, das Holz und die Ressourcen zu berichten, aber seine Sponsoren interessierten sich mehr dafür, ob Gold gefunden würde.
Die Gruppe, die er zusammenstellte, schloss auch Frederick Whymper mit ein, der eine Serie von Zeichnungen und Szenen anfertigte, die er während der Expedition beobachten konnte. Zwei Mitglieder der kurz zuvor aufgelösten Gruppierung Royal Engineers wurden Teil der Gruppe, es waren der stellvertretende Kommandeur Peter John Leech (1826–1899) und John Meade. Mitglied waren auch die beiden Hochschulabsolventen Henry Thomas Lewis und Alexander Barnston. John Buttle (1838–1908), John Foley und Ranald MacDonald (1824–94) waren die übrigen Teammitglieder. Nachdem John Foley von seiner Berufung zurückgetreten war, beschloss das VIEW-Komitee am 30. Juli, dass "zwei effiziente Bergleute" als Ersatz eingesetzt werden sollten. Am 30. August wurden Richard Drew und William Hooper verpflichtet. Beide holten bei ihrem ersten Zwischenstopp in Cowichan noch Tomo Antoine hinzu, der Sohn eines Waldläufers bei den Irokesen war. MacDonald war mit 40 Jahren der älteste in der Gruppe, der Kommandeur war 22 Jahre alt.:11–12

## Entdeckungsfahrten
Nach der Ankunft in Cowichan mit der HMS Grappler, folgte die Gruppe dem Cowichan River und entlang des Cowichan-Sees-Ufers, wo sie dann in zwei Gruppen aufgeteilt wurden. Eine, die von Leech geführt wurde, segelte von der Südseite des Sees nach Port San Juan. Die andere Gruppe, die von Brown geführt wurde, folgte dem Nitinat River entlang der Westküste, um die Leech-Gruppe in Port San Juan wieder zu treffen und um dort frische Verpflegung aufzunehmen, die per Boot von Victoria angeliefert wurde. Brown kehrte mit dem Boot nach Victoria zurück, um die von Leech geführte Gruppe eine Zeit lang zu verlassen. Als Brown abwesend war, fand die Gruppe an dem Ort Gold, der später Leechtown genannt werden würde.
Am 1. August setzte die Gruppe ihre Expedition fort. Brown ging nach Nanaimo, anschließend per Boot nach Comox und von dort quer über die Insel nach Alberni. Während seines Aufenthaltes im Comox Valley entdeckte er Kohle.:187 Die Mitglieder der Expedition bestanden darauf, dass der Fluss an der Stelle, wo die Kohle gefunden wurde, nach ihm benannt werden sollte. Leechs Gruppe musste den schwierigeren Weg quer über die Insel nehmen. Im September trafen sich die beiden Gruppen in Alberni wieder. Nach den Forschungen in dieser Gegend überquerten sie die Insel bis zum Qualicum River, um dort mit dem Kanu nach Nanaimo zu fahren, um schließlich an Bord der Grappler zu gehen. Von dort kehrten sie am 21. Oktober als lokale Berühmtheiten nach Victoria zurück.:12–17

## Beobachtungen
Brown beschrieb die Siedler, die er im Cowichan Valley, Chemainus und im Comox-Gebiet angetroffen hatte. Sie waren gemäß der Vancouver Island Land-Proklamation vom September 1862 angekommen (einem einzelnen Mann war es erlaubt, 100 acres (0,40 km2) zu besitzen, einem verheirateten Mann 150 acres (0,61 km2) und zusätzlich für jedes weitere Kind unter 18 Jahren 10 acres (40.000 m2, zwei Jahre nach der Besitzergreifung). Im Gegensatz zu einigen anderen Beobachtern, beschrieb Brown die Bewohner als schlecht geeignet für das Leben als Bauern, sie seien in Folge des Goldrauschs gekommen. Er beschrieb die wenigen Siedler als unmotiviert und in Armut lebend.:61
Was als ein erstklassiger Weg zwischen Nanaimo und Comox beschrieben wurde, war im Mai 1863 abgeschlossen, jedoch hatte Joseph Despard Pemberton die Idee verworfen, den Weg in eine Straße umzuwandeln, weil es sich die Kolonie von Vancouver Island nicht leisten konnte, die kalkulierten $ 70.000 aufzubringen. Im Ergebnis wurde die Straße von Victoria nur bis Chemainus gebaut. Als Brown die Insel im August 1864 erforschte, fand er einen Weg vor, der durch Windschlag und Auswaschungen blockiert war, obgleich er eine Brücke über den Qualicum River fand.:102
Die Motivation zur Unterstützung der Expedition war es, Gold zu finden und Victoria zu fördern, deren Wachstum jedoch aufhörte, nachdem der Fraser-Canyon-Goldrausch endete. Ein wenig Gold wurde 1863 am Goldstream River gefunden und die Expedition fand auch etwas in Leechtown. Die Expedition kartierte und sammelte Informationen zum mineralischen und landwirtschaftlichen Potenzial der Insel.
Browns Berichte beinhalten auch eine Sammlung von Mythen der Ureinwohner:177 und sind eine der frühesten Erwähnungen der Potlach-Zeremonie.:157